# Арсонування
Арсонування (рос. арсенирование, англ. arsonation), — хімічна реакція заміщення атома H (або ін.их груп) в ароматичних сполуках групою AsO(OH)2 під дією арсенатної кислоти або її солей (також реакції Бешана (а), Барта й ін.).
Ar–X + H3AsO4 → Ar–AsO(OH)2 (X = H, Hlg, N2Cl, NH2) (а)